# Oliarus agusani
Oliarus agusani är en insektsart som beskrevs av Van Stalle 1991. Oliarus agusani ingår i släktet Oliarus och familjen kilstritar. Inga underarter finns listade i Catalogue of Life.